# Teddy Robin and the Playboys
Teddy Robin and the Playboys fue una banda de género pop de la década de los años 1960 formada en Hong Kong, además intérpretes de temas musicales cantados en inglés. La banda estaba formada por Teddy Robin (voz y guitarra), que tiene una exitosa carrera como cantante, compositor, actor y director de cine y Norman Cheng (padre del actor y cantante Ronald Cheng) (guitarra), que más adelante en la década de los años 1970, se convirtió en uno de los ejecutivos más importantes a cargo de las operaciones en Asia del Sudeste del sello Polydor Records. Dos hermanos de Teddy Robin, la familia Kwan, también formaron parte de la banda, como Raymond Kwan en la guitarra rítmica y William Kwan en el bajo.
- Datos: Q7694082